# Списак региона Нунавута
Списак региона Нунавута (енгл. Regions of Nunavut, фр. Régions du Nunavut).  Канадска територија Нунавута, која је успостављена 1999. године од северозападних територија према Нунавутском споразуму о земљишним захтевима из 1993. године, подељена је на три региона. Иако ови региони немају сопствене владе, пошто су службе територијалне владе Нунавута веома децентрализоване на регионалној основи.
Поред тога, ови региони служе као пописне јединице за Статистичку Канаду (иако су региони Кикикталук и Кивалик агенцији познати као „Бафинов регион“ и „Регион Киватин“).
Погрешно је схватање да региони Нунавута чине бивше регионе северозападних територија (СЗТ), одвојене у целини. То није случај, већ су делови региона северозападних територија који су завршили на новоствореној територији задржани и њихове границе су благо прилагођене стварањем Нунавута.
Регионалне поделе се разликују од окружног система поделе северозападних територија који датира из 1876. године и који је укинут када је створен Нунавут, иако се у практичне сврхе није користио од 1980-их. Нунавут обухвата целину округа Киватин (који је имао различите границе од региона Киватин/Кивалик), већину округа Франклин и мали део округа Макензи.

## Региони
| Регион               | Китикмеот                  | Кивалик                    | Кикикталук |
| -------------------- | -------------------------- | -------------------------- | ---------- |
| Поштански код        | X0B                        | X0C                        | X0A        |
| Име пописног одељења | Китикмеот                  | Киватин                    | Бафин      |
| Регионални штаб      | Икалуктутиак (Кембриџ Беј) | Ренкин Инлет (Кангиклиник) | Икалуит    |
| Површина (km2)       | 446.728                    | 445.109                    | 1.040.418  |
| Популација (2006)    | 5.361                      | 8.348                      | 15.765     |
| Густина (hab/km2)    | 0,012                      | 0,019                      | 0,015      |
| Мапе                 |                            |                            |            |